# Kleine viervlekschorsloper
De kleine viervlekschorsloper (Calodromius spilotus) is een keversoort uit de familie van de loopkevers (Carabidae). De wetenschappelijke naam van de soort werd in 1798 gepubliceerd door Johann Karl Wilhelm Illiger.